# ديفوك أوريغي
ديفوك أوريغي وتُكتب أيضًا ديفوك أوريجي (بالهولندية: Divock Origi) (مواليد 18 أبريل 1995) هو لاعب كرة قدم كمهاجم لنادي إيه سي ميلان ‌ومنتخب بلجيكا وهو نجل لاعب كرة القدم الكيني السابق مايك أوريجي.
بدأَ أوريجي مسيرتهُ المهنيّة معَ ليل وسجلَ أوّل أهدافهِ مع هذا الفريقِ في عام 2013. بعد عامٍ ونصف؛ وقّع ديفوك معَ ليفربول في صفقةٍ بلغت قيمتها حوالي 10 ملايين جنيه إسترليني لكنّه عادَ مُعارًا إلى ليل في موسم 2014-2015 ثمّ عادَ فيما بعد إلى الفريقِ الإنجليزي.
ظهر أوريجي لأوّل مرة مع منتخب بلجيكا عام 2014 حيثُ كانَ ضمنَ التشكيلة الرسميّة التي وصلت إلى ربع نهائي كأس العالم 2014 والتي أصبح خلالها أصغر هدافٍ في تاريخ بلجيكا في هذهِ المسابقة.

## المسيرة الكُرويّة

### البِداية
بدأ أوريجي مسيرتهُ في لعبِ كرة القدم في أكاديمية جينك للشباب حيث أمضى فيهَا تسع سنوات قبلَ أن يتعاقدَ معهُ نادي ليل في أيّار/مايو عام 2010. حينَها كان ديفوك يبلغُ من العمر 15 عامًا وكان قابَ قوسين أو أدنى من الالتحاقِ بمانشستر يونايتد في إنجلترا لكنّه التحقَ بالنادي الفرنسي.

### ليل

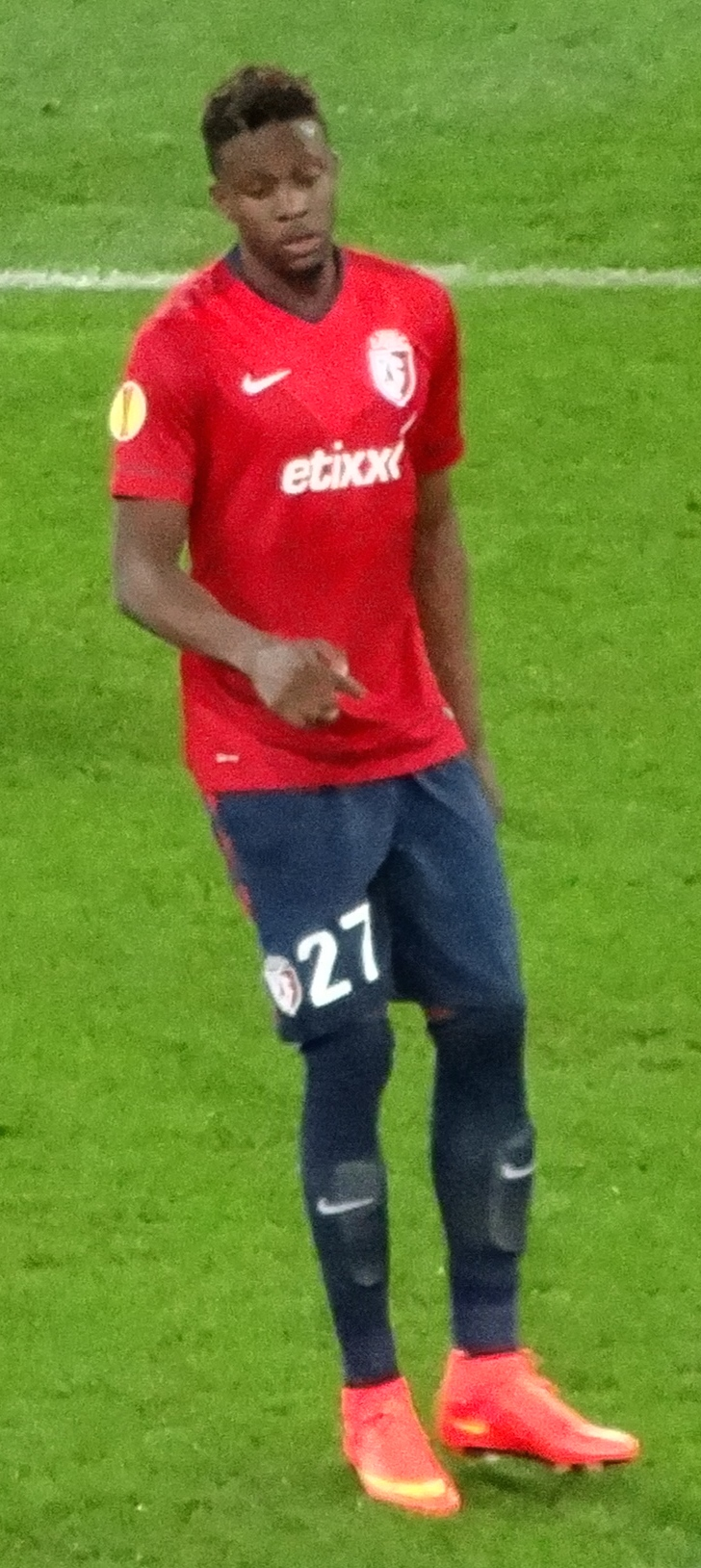
أوريجي معَ نادي ليل عام 2014

في 24 كانون الثاني/يناير 2013؛ دخلَ أوريجي كبديلٍ في مباراة فريقهِ ليل التي فازَ بها بـ 3-1 خارج أرضه على نادي بلابينيك في مباراةٍ لحساب كأس فرنسا. بعد تسعة أيام من ذلك؛ سجّلَ أوريجي هدفهُ الأول مع فريقهِ في المُباراة التي دخلَ فيها بديلًا أيضًا للاعبِ روني روديلين أمامَ نادي تروا.

### ليفربول
في 29 تمّوز/يوليو 2014 أعلنَ ليفربول عن إتمامهِ صفقةَ شراء اللاعب أوريجي من ليل مُقابلَ 10 ملايين جنيه إسترليني مع توقيعهِ لعقدٍ مدته خمس سنوات. بالرغمِ من ذلك؛ عادَ أوريجي في وقتٍ لاحق للدفاع عن ألوان ليل موسم 2014-15 على سبيلِ الإعارة.

#### موسم 2014–15
في أوّل مباراة له معَ ليل؛ نجحَ أوريجي في التوقيعِ على هدفه الأول عبرَ ركلة جزاء أمام كاين بعدما أوقعهُ المدافع دينيس أبياه في الدقيقة 70 في المباراة التي انتهت بـ 1-0 لصالحِ فريقه.
في 11 كانون الأوّل/ديسمبر 2014؛ خسرَ ليل بـ 0-3 على أرضه أمام فولفسبورغ ليُقصي من مرحلة المجموعات في الدوري الأوروبي. في تلكَ المبارة؛ أضاعَ أوريجي ركلة جزاء بعدما نجحَ الحارس دييغو بيناجليو في صدّها. بحلولِ 15 آذار/مارس 2015؛ وقّع أوريجي على هاتريك ليقود فريقه للفوز بثلاثيّة نظيفة على حسابِ رين.

#### موسم 2015-16

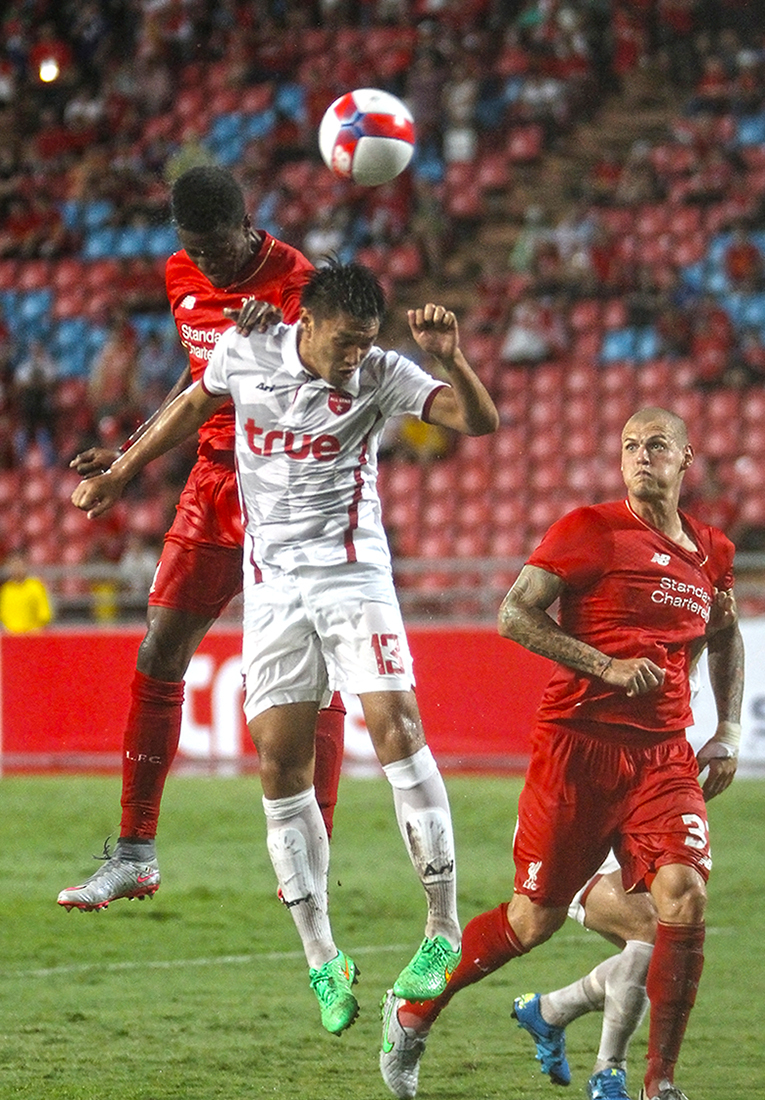
أوريجي (على اليسار) في مباراةٍ معَ ليفربول عام 2015

في 11 تموز/يوليو 2015 استُدعيَ ديفوك أوريجي ضمنَ التشكيلة الرسميّة لنادي ليفربول والمكوّنة من 30 لاعبًا لخوضِ جولات التدريب ما قبلَ بدايةِ الموسم في كلّ من تايلاند وأستراليا وماليزيا. نجحَ ديفوك في التوقيعِ على أوّل أهدافهِ مع الفريق الإنجليزي في المباراة الوديّة أمام نادي النجوم التايلندي والتي انتهت بـ 4-0 لصالحِ الريدز.
خاضَ أوريجي ديفوك أوّل مباراة رسميّة له في 12 أيلول/سبتمبر حيثُ دخل كبديلٍ لداني إنغز في آخر ست عشرة دقيقة في المباراة التي خسرها ليفربول بـ 1-3 أمامَ غريمهِ مانشستر يونايتد. سجّل أوريجي أول أهدافه معَ ليفربول في الثاني من كانون الثاني/ديسمبر في مباراة الإيّاب التي فازَ بها فريقهُ بثلاثة أهداف على حساب ساوثمبتون بعدما كانت مباراة الذهاب قد انتهت لصالحِ ليفربول بثلاثة مُقابل واحد في دور الثمانية من كأس رابطة الأندية. بعد أحد عشر يومًا؛ سجّل ديفوك أول هدفٍ له في الدوري الممتاز بعدما دخل كبديلٍ للمُصاب ديان لوفرين في الدقيقة 79 فنجحَ في قيادة فريقهِ للتعادل الإيجابي (2-2) أمامَ وست بروميتش ألبيون في أنفيلد. وبحلول 14 شُباط/فبراير من نفسِ الموسم؛ وقّعَ أوريجي على ثاني أهدافهِ في الدوري الممتاز ضدّ أستون فيلا في الفوز الكبير للريدز بـ 6-0 وذلكَ بعد 27 ثانية فقط من دخولهِ كبديلٍ للمهاجم دانييل ستوريدج ليكونَ هذا الهدف هو أسرع هدفٍ يُسجّله لاعبٌ بديلٌ في ذلك الموسم.
بدأَ ديفوك أوريجي في حيازةِ ثقة مدربهِ يورغن كلوب شيئًا فشيئًا وفي السابع من نيسان/أبريل 2016 لعبَ أوريجي بشكل مفاجئ كرسمي مُقابلَ جلوس ستوريدج على دكّة الاحتياط خلال مباراةٍ أمامَ بروسيا دورتموند في دور الثمانية في الدوري الأوروبي والتي نجحَ فيها في التوقيعِ على هدفٍ من خارج مربع العمليّات ثمّ عادَ بعد ثلاثة أيامٍ للتوقيعِ على هدفين في الفوز 4-1 على ستوك سيتي بعد أن دخل كبديلٍ للاعبِ شي أوغو في الشوط الأول.

#### موسم 2016-17
لعبَ أوريجي هذا الموسم كلاعبٍ رسمي كما شاركَ أحيانًا كبديل. أوّل أهدافهِ في الموسم الجديد كانَ في 23 آب/أغسطس من عام 2016 في المباراة التي فازَ فيها ليفربول بـ 5-0 على حساب بيرتون ألبيون في مسابقة الكأس؛ فيمَا سجّل أول هدف له في الدوري الممتاز في 26 نوفمبر حينما دخل كبديلٍ للمُصاب فيليبي كوتينيو ليتمكّن من افتتاح النتيجة أمامَ سندرلاند لتنتهيَ المباراة بـ 2-0 لليرفربول.

#### موسم 2017-18
في 31 آب/أغسطس 2017 أعلنَ نادي فولفسبورج الألماني عن توقيعِ عقدٍ مع أوريجي لمدة موسمٍ واحد على سبيلِ الإعارة. لم يُقدّم الدولي البلجيكي معَ فريقه الجديد الكثير حيثُ سجّل ستة أهداف فقط طوال الموسم.

#### موسم 2018-2019
في الثاني من كانون الأول/ديسمبر سجّل أوريجي هدفه الأول في الموسم في مباراة الدربي ضدّ إيفرتون والتي انتهت بفوزِ ليفربول بهدفٍ نظيف بعدما دخلَ أوريجي كبديل لروبرتو فيرمينو في الدقيقة 84 وسجل برأسهِ في الدقيقة 96 مُستغلًا خطأ حارس المرمى جوردان بيكفورد. في وقتٍ لاحق تعرّض المهاجم المصري محمد صلاح لإصابة أبعدتهُ عن الملاعب فترة ما مكّن أوريجي من لعبِ مباريات أكثر حيثُ سجّلَ المزيد من الأهداف أبرزها كانَ هدفَ الفوز بـ 3-2 على نيوكاسل والذي أبقى ليفربول في الصراعِ حولَ لقب الدوري الممتاز. في السابع من أيّار/مايو من نفسِ العام؛ نجحَ أوريجي في التسجيلِ لأول مرة في دوري أبطال أوروبا وذلكَ بعدما وقّع على ثنائيّة في نصف النهائي ليقودَ فريقهُ للفوزِ على برشلونة برباعيّة نظيفة بعدما كان الفريق الإنجليزي متأخرًا بثلاثية نظيفة في مباراة الذهاب على ملعب كامب نو
كما سجل اللاعب الدولي البلجيكي هدفه الثالث له في البطولة والهدف الثاني لصالح ليفربول في نهائي دوري أبطال أوروبا 2019 ضد توتنهام .

## المسيرة الدوليّة
مثّلَ أوريجي مُنتخبَ بلجيكا تحت سن 15 وأقل من 16 سنة وأقل من 17 سنة وأقل من 19 سنة كما لعبَ مع منتخب بلجيكا أقل من 21 سنة. بالرغمِ من ذلك فقد أعربَ اتحاد كرة القدم الكيني عن اهتمامه بإقناع أوريجي باللعب معَ منتخب كينيا الوطني في المستقبل القريب. ومع ذلك؛ وفي 13 أيّار/مايو 2014 أعلنَ مارك فيلموتس المدير الفني للمنتخب البلجيكي الأول أن أوريجي سيكون جزءًا من الفريق المؤلّفِ من 23 لاعبًا لتمثيلِ بلجيكا في كأس العالم 2014.
خاضَ أوريجي أوّل مباراةٍ له معَ المنتخب الأول في مسابقة كأس العالم في 17 حزيران/يونيو 2014 حينما دخل كبديلٍ للمهاجم روميلو لوكاكو في الدقيقة 58 خلالَ المباراة الافتتاحية ضدّ الجزائر في بيلو هوريزونتي كما شاركَ في ثاني مباراة لهُ حيثُ دخل مجددًا كبديل للوكاكو فقادَ منتخب بلاده للفوز بهدفٍ نظيف على نظيرهِ الروسي في مرحلة خروج المغلوب. بذاك الهدف صارَ أوريجي أصغرَ هدافٍ في تاريخ البطولة بعمرِ 19 عامًا وشهرين و4 أيام (حتى أحرز جناح المُنتخب الأمريكي جوليان جرين هدفًا ضد بلجيكا خلال الدور الـ 16) كما يُعدّ أصغرَ هدافٍ في تاريخ بلجيكا فضلًا عن كونهِ أول لاعب من أصلٍ كيني يسجل في نهائيات كأس العالم. وتقديرًا لأدائه؛ حصلَ أوريجي على جائزة أفضل رياضي شاب لعام 2014 في بلجيكا.
سجّل أوريجي من جديد في خِلال التصفيات المؤهلة لكأس الأمم الأوروبية 2016 في المباراة التي فازت بها بلجيكا بـ 6-0 على حساب أندورا في 10 أكتوبر من عام 2014. استُدعيَ أوريجي ضمنَ تشكيلة منتخب بلجيكا للمشاركة في بطولة أمم أوروبا 2016 لكنّه غابَ عن كأس العالم 2018.

## الحياة الشخصية
وُلدَ أوري في أوستند ونشأَ في هوثالين أوست. ينحدرُ أوريجي من عائلة كرويّة فوالدهُ هوَ مايك أوريجي الذي لعبَ لعددٍ من النوادي البلجيكيّة على رأسها أوستينده كما مثّلَ المنتخب الكيني الوطني أمَا أوستن أدور فقد لعبَ مع نادي غور مايا في الدوري الكيني الممتاز بينما شاركَ عمٌ آخر له وهوَ جيرالد أوريجي معَ توسكر، في حين يلعبُ ابن عمه أرنولد حاليًا مع ليليستروم في الدوري النرويجي الممتاز. تنتمي عائلة أوريجي إلى العرق الكيني وبالتحديدِ من قبيلة لوو.

## الإحصائيات

### النوادي
- جينك (بلجيكا): بدأ أوريجي مسيرته الكروية في نادي جينك البلجيكي، حيث ظهرت موهبته الكبيرة في تسجيل الأهداف.
- ليل (فرنسا): انتقل أوريجي إلى نادي ليل الفرنسي، حيث واصل تألقه و جذب أنظار الأندية الكبرى في أوروبا.
- ليفربول (إنجلترا): كانت وجهته التالية هي نادي ليفربول الإنجليزي، حيث حقق شهرة واسعة وأصبح أحد رموز النادي. سجل أوريجي العديد من الأهداف الحاسمة في دوري أبطال أوروبا والدوري الإنجليزي الممتاز.
- ميلان (إيطاليا): بعد رحيله عن ليفربول، انتقل أوريجي إلى نادي ميلان الإيطالي، حيث يسعى لإضافة فصل جديد لمسيرته الكروية.

### المُنتخب
اعتبارًا من 14 نوفمبر 2017. 
| المنتخب الوطني | السنة   | عدد المُباريات | عدد الأهداف |
| -------------- | ------- | ------------- | ----------- |
| منتخب بلجيكا   | 2014    | 13            | 3           |
| منتخب بلجيكا   | 2015    | 4             | 0           |
| منتخب بلجيكا   | 2016    | 6             | 0           |
| منتخب بلجيكا   | 2017    | 2             | 0           |
| المجموع        | المجموع | 25            | 3           |

### الأهداف الدولية
تم التحديث في 1 سبتمبر 2016.
| الترتيب | التاريخ        | الملعب                                 | الخصم   | النتيجة | النتيجة النّهائية | المنافسة                                |
| ------- | -------------- | -------------------------------------- | ------- | ------- | ---------------- | --------------------------------------- |
| 1       | 22 يونيو 2014  | ملعب ماراكانا، ريو دي جانيرو، البرازيل | روسيا   | 1-0     | 1-0              | كأس العالم 2014                         |
| 2       | 10 أكتوبر 2014 | ملعب الملك بودوان، بروكسل، بلجيكا      | أندورا  | 4-0     | 6-0              | تصفيات بطولة أمم أوروبا 2016 المجموعة ب |
| 3       | 12 نوفمبر 2014 | ملعب الملك بودوان، بروكسل، بلجيكا      | آيسلندا | 2-1     | 3-1              | مباراة ودية                             |

## روابط خارجية
- ديفوك أوريغي على موقع الاتحاد الدولي (مؤرشف)  (الإنجليزية)
- ديفوك أوريغي على موقع الاتحاد الأوربي (الإنجليزية)
- ديفوك أوريغي على موقع الاتحاد البلجيكي (الإنجليزية)
- ديفوك أوريغي على موقع رابطة كرة القدم الفرنسية للمحترفين (الإنجليزية)
- ديفوك أوريغي على موقع قاعدة بيانات كرة القدم.إي يو (الإنجليزية)
- ديفوك أوريغي على موقع بيانات كرة القدم. دي إي (الألمانية)
- ديفوك أوريغي على موقع ليكيب (الفرنسية)
- ديفوك أوريغي على موقع ناشيونال فوتبول تيمز (الإنجليزية)
- ديفوك أوريغي على موقع Soccerbase.com (لاعب) (الإنجليزية)
- ديفوك أوريغي على موقع Soccerway.com (الإنجليزية)